# Сен-Лоран-ле-Бен-Лаваль-д'Орель
Сен-Лоран-ле-Бен-Лаваль-д'Орель (фр. Saint-Laurent-les-Bains-Laval-d'Aurelle) — муніципалітет у Франції, у регіоні Овернь-Рона-Альпи, департамент Ардеш. Сен-Лоран-ле-Бен-Лаваль-д'Орель утворено 1 січня 2019 року шляхом злиття муніципалітетів Лаваль-д'Орель i Сен-Лоран-ле-Бен. Адміністративним центром муніципалітету є Сен-Лоран-ле-Бен. Населення — 180 осіб (01.01.2021).